# 2024 au Cameroun
Cet article présente les faits marquants de l’année 2024 au Cameroun.

## Évènements
- 19 janvier : début de l’affaire Hervé Bopda.
- 11 février : attentat de Nkambé.
- 24 octobre : raid de Bombanda

## Décès
- Landry N'Guemo